# Anisodes rothschildi
Anisodes rothschildi är en fjärilsart som beskrevs av Louis Beethoven Prout 1932. Anisodes rothschildi ingår i släktet Anisodes och familjen mätare. Inga underarter finns listade i Catalogue of Life.